# نيجيات سالي
نيجيات سالي (بالرومانية: Negiat Sali)‏ (من مواليد 4 سبتمبر 1953) هو اقتصادي وسياسي روماني، وهو عضو في الاتحاد الديمقراطي للتوركو الإسلامي التتاري في رومانيا (UDTTMR) وعضو سابق في مجلس النواب في الفترة 2000-2004. يعود أصله إلى عرق التتار وتخرج من أكاديمية بوخارست للدراسات الاقتصادية.